# 後ウマイヤ朝アミール領

後ウマイヤ朝
إمارة قرطبة (アラビア語)

929年の後ウマイヤ朝の版図（緑）

後ウマイヤ朝アミール領（こうウマイヤちょうアミールりょう、アラビア語: إمارة قرطبة、Imārat Qurṭubaまたはimārat al-umawī al-andalusī）は、イベリア半島で最大・最長のイスラーム国家である後ウマイヤ朝の、アブド・アッラフマーン1世による政権樹立（756年）からアブド・アッラフマーン3世によるカリフ位宣言（929年）までの時代、勢力範囲を指すことばである。この政権はコルドバを首都とした。

## 名称
イベリア半島のイスラーム時代は、普通、711年のターリク・ブン・ズィヤードのジブラルタル上陸から始まり、1492年のナスル朝の滅亡で終わるものとして説明される。その780年間の分節の仕方にはさまざまな方法があるが、例えば『イスラーム百科事典』初版と第2版の "al-Andalus" の項（レヴィ＝プロヴァンサル執筆）は、「地誌学（歴史地理学）的にアンダルスのアウトラインを描く」という観点から、次の9時代（3番目の時代が本項の主題に対応）に分節している。
1. アンダルスの征服 (The conquest of al-Andalus.)
2. マルワーン家再興までのアンダルスの歴史 (The history of al-Andalus up to the Marwānid restoration.)
3. マルワーン朝コルドバ王国 (The Marwānid Kingdom of Cordova.)
4. カリフ制とアーミリー家による専横 (The Caliphate and the ’Āmirid dictatorship.)
5. マルワーン朝カリフ国の崩壊とアンダルス王国の分裂 (The collapse of the Marwānid Caliphate and the partition of the Kingdom of al-Andalus.)
6. サグラハスの戦いまでのターイファ諸王国 (The Kingdoms of the ṭāifas up to the battle of al-Zaliāḳa.)
7. ムラービト朝下のスペイン (Spain under the Almoravids.)
8. ムワッヒド朝下のスペインとレコンキスタの進展 (Spain under the Almohads and the progress of the Reconquista.)
9. ナスル朝グラナダ王国とレコンキスタの帰結 (The Naṣrid Kingdom of Granada and the conclusion of the Reconquista.)

英語圏では、756年にウマイヤ家のアブド・アッラフマーン1世がコルドバに独立政権を樹立してから、同家のアブド・アッラフマーン3世がカリフ位を宣する929年までの当該独立政権を "the Emirate of Cordoba" と呼び、929年から1031年の同家の王朝の滅亡までを "the Caliphate of Cordoba" と呼ぶことがある。これに対して、アラビア語史料はこの王朝を単に「ウマイヤ朝」と呼ぶか、もしくは「アンダルスのウマイヤ朝」と呼び、929年を境に別々の呼称を適用することはない。
日本の歴史学者は、この王朝（アンダルスのウマイヤ朝）を「後ウマイヤ朝」と呼ぶ。ダマスクスのウマイヤ朝と区別することを目的として、時間軸上うしろに位置するこの王朝に「後」を付すのは、中国史学の伝統の援用である。
『イスラーム百科事典』の全面改稿版になる第3版では、政治史の観点から、アンダルスの780年間が次の7時代に分節されている（"al-Andalus, political history" の項、ガルシア・サンフアン執筆）。下記の2番目の時代区分に示すように、『イスラーム百科事典』も第3版になると、アブド・アッラフマーン3世のカリフ位宣言を画期として後ウマイヤ朝を前後に分割することをせず、一続きの王朝とする説明スタイルを採用している。
1. 征服と従属的アミール職の時代 (Conquest and dependent amīrate, 92–138/711–56)
2. ウマイヤ家のアミール職の時代 (Umayyad amīrate, 138–422/756–1031)
3. ウマイヤ家のカリフ職の時代 (Umayyad Caliphate, 316–422/929–1031)
4. ターイファの時代 (Taifas, 422–82/1031–90)
5. ムラービト朝 (The Almoravids, 482–541/1089–1147)
6. ムワッヒド朝 (The Almohads, 541–625/1147–1228)
7. グラナダのナスル家のアミール職の時代 (Naṣrid amīrate of Granada, 629–897/1232–1492)

## 歴史
711年から718年にかけて、ウマイヤ朝はイベリア半島に進出し西ゴート王国を滅ぼした。この地の総督はコルドバを属州アンダルスの首都として、カリフからワリーもしくはアミールの称号を受けた。
750年、中東でアッバース革命が勃発し、ウマイヤ朝が倒れアッバース朝が興った。カリフとなったサッファーフはウマイヤ家を徹底的に粛清したが、ウマイヤ家の一人アブド・アッラフマーン1世は命からがら脱出し、母方の血縁があるベルベル人を頼ってアフリカへ逃れた。ここで力を付けたアブド・アッラフマーン1世はイベリア半島に上陸し、半独立状態だったアンダルス総督ユースフ・イブン・アブド・アッラフマーン・アッ＝フィーリを破り、コルドバのアミールとなって半島内の元ウマイヤ朝属州域を自らの支配下にまとめ上げた。
アブド・アッラフマーン1世以降170年以上にわたり、その子孫がアミールとしてアンダルスを、時には北西アフリカの一部を支配した。とはいえその全土に実質的な支配が及んでいたとは言い難い。北方のキリスト教国に対峙して設置された辺境領（北からサラゴサ、トレド、メリダを中心に組織された）の在地家系は、しばしばコルドバのアミールに匹敵する実力を有した。特に10世紀初頭のアミールであるアブド・アッラー・ブン・ムハンマドは、キリスト教国と同盟した北方の領主との戦争に明け暮れた。
912年、アブド・アッラーの孫アブド・アッラフマーン3世が登位した。彼は独立性を増しつつあった各地方を再び傘下に収めるべく尽力し、アンダルスや北西アフリカの支配を再確立した。929年、彼は対外的にも権威を高めまた国内の抗争を鎮めるため、自らカリフを名乗った。ここにイスラム世界にはバグダードのアッバース朝、北アフリカのシーア派・ファーティマ朝、そしてイベリア半島の後ウマイヤ朝という3つのカリフ国が鼎立する時代となった。

## コルドバのアミール
- アブド・アッラフマーン1世（756年 - 788年）
- ヒシャーム1世（788年 - 796年）
- ハカム1世（796年 - 822年）
- アブド・アッラフマーン2世（822年 - 852年）
- ムハンマド1世（852年 - 886年）
- ムンジル（英語版）（886年 - 888年）
- アブド・アッラー・ブン・ムハンマド（888年 - 912年）
- アブド・アッラフマーン3世（912年 - 929年）